# Tamburi d'autunno
Tamburi d'autunno (Drums of Autumn) è un romanzo scritto da Diana Gabaldon e pubblicato nel 1997. Costituisce la prima parte di Drums of Autumn, il quarto volume della serie di Outlander. La quarta stagione della serie televisiva omonima, trasmessa tra il 2018 e il 2019, è basata su questo capitolo della saga.

## Trama
Colonie americane, giugno 1767. Alla ricerca di un compratore per le gemme, Claire, Jamie, Fergus e il giovane Ian lasciano la Georgia, ma durante il viaggio vengono derubati; si recano perciò a Cross Creek, in Carolina del Nord, da Jocasta, sorella della madre di Jamie, che possiede la tenuta di River Run, in cui vengono prodotti legname e trementina per l'esercito. Jamie inizia a dare una mano nella gestione, diventata più difficoltosa dopo la morte di Hector Cameron, marito di Jocasta, e dalla cecità della donna stessa, che le impedisce di tenere la situazione completamente sotto controllo. Un mese dopo, Jocasta organizza una cena allo scopo di comunicare a tutti i vicini di aver nominato Jamie suo erede, rendendo impossibile al nipote rifiutare di diventare un "burattino" nelle sue mani, ma l'annuncio della donna viene impedito dall'arrivo di John Quincy Meyers, che Claire opera di ernia inguinale davanti a tutti. Quella stessa sera, nella segheria di River Run, la lavandaia Lissa Garver muore cercando di abortire; contemporaneamente, la schiava levatrice Pollyanne fugge, e Jamie e Claire colgono l'occasione per allontanarsi da River Run accompagnando la donna dagli indiani per impedire che venga condannata per omicidio. Dopo aver portato in salvo Pollyanne, Jamie e Claire trovano una terra in cui stabilirsi e fanno la conoscenza della tribù indiana degli Anna Ooka. Nei mesi seguenti, mentre Duncan Innes viene mandato a cercare gli ex carcerati di Ardsmuir per popolare i dintorni, ribattezzati Fraser's Ridge, Jamie e Claire edificano la propria casa con l'aiuto del giovane Ian e mettono insieme una piccola fattoria. Nel corso del 1768 arrivano a Fraser's Ridge venti ex carcerati, finché a ottobre non fa la sua comparsa John Grey con William, il figlio di Jamie. John racconta all'amico che sua moglie Isobel è morta durante il viaggio per la Giamaica, e che lui e il figlio hanno deciso di venire a trovarli mentre andavano in Virginia, dove Isobel possedeva un appezzamento di terra: Jamie è felice di vedere William, anche se il bambino non si ricorda di lui. Poco dopo, John e Ian vengono colpiti dal morbillo, e anche il villaggio di Anna Ooka viene decimato.
Intanto, nel Ventesimo Secolo sono ormai passati due anni dalla partenza di Claire e la storia tra Brianna e Roger continua. Un giorno, sfogliando un libro, Roger scopre che Claire e Jamie moriranno in un incendio il 21 gennaio 1776, ma decide di tacerlo a Brianna.

## Edizioni
- Tamburi d'autunno, Corbaccio, 2006,  pp. 606, ISBN 978-8879727785.
- Tamburi d'autunno, TEA, 2009, ISBN 978-8850218004.